# Torre Unipol (Milano)
La Torre Unipol, quartier generale milanese del gruppo, è un grattacielo inaugurato il 22 dicembre 2023 nel quartiere di Porta Nuova  in Via Melchiorre Gioia 22 dove un tempo doveva nascere l’Hotel Gilli.

## Storia
I lavori sono iniziati nel 2017 con le palificazioni delle fondamenta. La posa della prima pietra è avvenuta a primavera 2019. Il completamento della torre è avvenuto alla fine del 2023.

## Descrizione

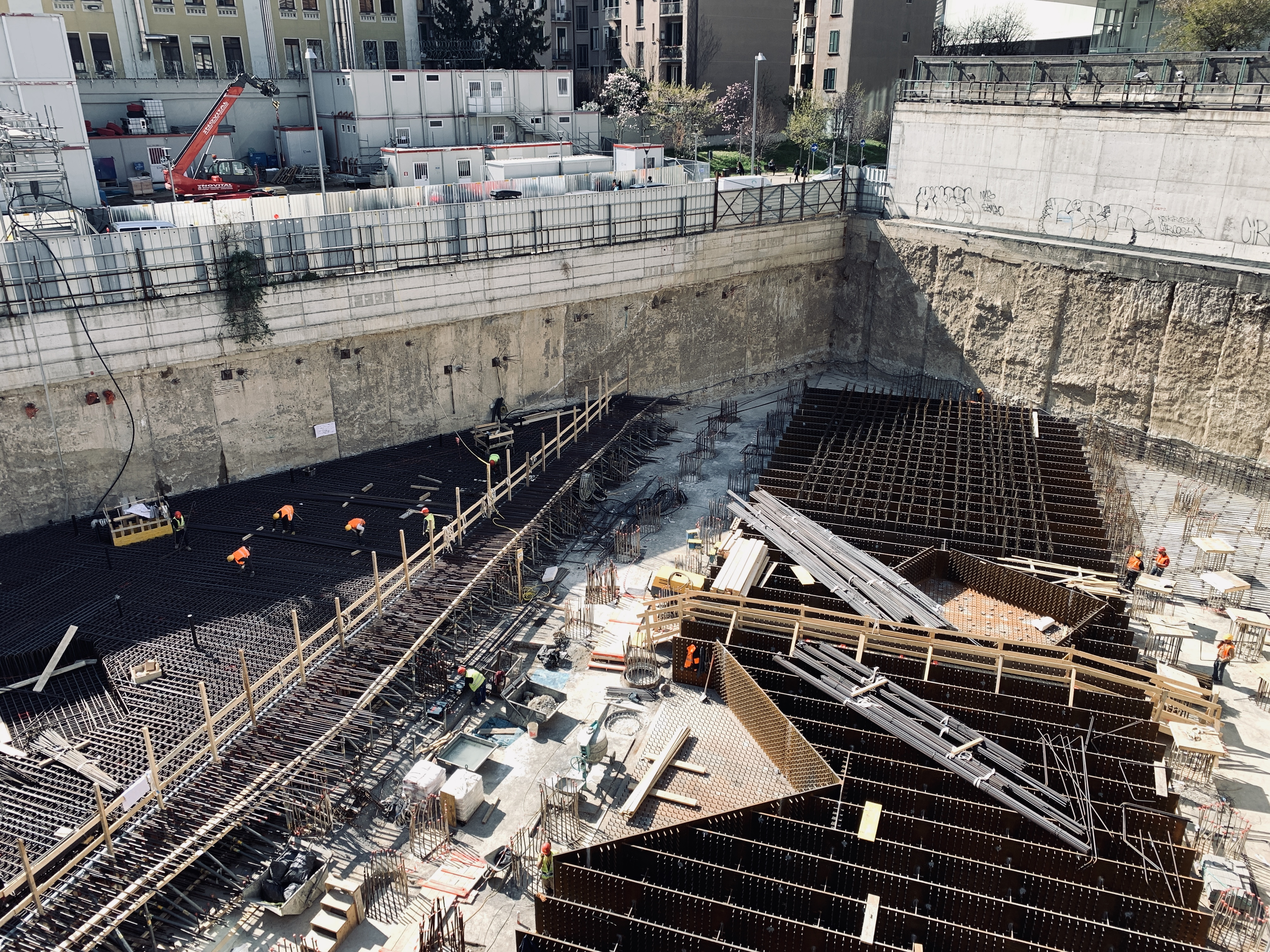
Cantieri della Torre Unipol a marzo 2019.

La torre comprende 23 piani fuori terra e 3 piani interrati, una superficie totale di 33.000 m² e una altezza complessiva di 125 metri.
Il grattacielo ha un rivestimento a struttura a X, che ricorda un nido; i materiali utilizzati per la costruzione sono vetro e acciaio. Completano l'opera un auditorium da oltre 270 posti e sul tetto una serra-giardino panoramica dedicata a eventi pubblici e culturali. Il rivestimento della struttura in acciaio è realizzato dall'azienda trevigiana Maeg costruzioni.
L'edificio è stato progettato per massimizzare l'efficienza energetica grazie alla presenza, lungo le pareti esterne, di una doppia intercapedine che mitiga il caldo estivo e isola dal freddo invernale. Sono anche presenti pannelli solari per la produzione di energia elettrica. Sulle terrazze lungo i perimetrali esterni e sulla terrazza posta sulla sommità dell'edificio sono presenti giardini d'inverno che aiutano a regolare la temperatura interna dell'edificio riducendo l'ausilio di impianti di aerazione artificiali in prossimità dell'atrio. La terrazza panoramica situata in cima all'edificio è stata progettata anche per ospitare eventi culturali, come mostre.